# Краматорськ
Крамато́рськ (МФА: [krɐmɐˈtɔrsʲk] ( прослухати)) — місто обласного підпорядкування в Україні, адміністративний центр Краматорської міської громади та Краматорського району Донецькій області. Разом із навколишніми містами утворює Краматорсько-Костянтинівську агломерацію. Значний центр машинобудування України.
Під час російської збройної агресії проти України у 2014 році відбулася битва за Краматорськ. З 11 жовтня 2014 року в місті перебуває Донецька обласна державна адміністрація.

## Географія

### Розміщення та фізична географія
Краматорськ та прилеглі до нього селища розташовані у долинах річки Казенний Торець (притока Сіверського Донця) та його приток, оточених пагорбами, у північній частині Донбасу. Пагорби порізано ярами й балками. Найменша висота над рівнем моря — 60 м — уріз води Торця в Ясногірці. На берегах Казенного Торця і його притоки Білянки у двох місцях утворено круті схили — «крейдяні гори». Межі міста лежать на найбільших висотах (метрів): 199,1 — у селищі Василівська Пустош; 177,3 — на аеродромі; 169,5 — Крейдяна гора; 167,6 — Карачун-гора; 158,4 — в селищі Жовтневий.
- Ясна Поляна. Крейдяна гора. Кар'єр. Краєвид міста

Людська діяльність справила нові форми рельєфу, найбільш значні з яких — це кар'єр у Крейдяній горі та шлакові відвали при КМЗ та НКМЗ. На території Краматорська шість розвіданих родовищ корисних копалин: Краматорське (крейда й глина), Новокраматорське (важкотопна глина), Яснополянське (вохроглина), Шабельковське (формувальний пісок), Розсоховатське (будівельний пісок), Краматорське (керамічна сировина).
Видобувається сім видів мінеральної сировини: будівельні, вохра, цегляно-черепичні й керамічні глини (всього 107,2 тис. т в 2008 р.), крейда (576,2 тис. т), формувальні та будівельні піски. Завдяки відкритим родовищам при станції Краматорська в 1885 р. побудували завод будівельних матеріалів, котрий поклав початок іншим заводам і селищу. З кінця 1930-х років до Другої світової війни північніше Мар'ївки видобували вугілля. Потужність пласта була 40 см. Після війни вхід до шахти завалився та був затоплений.
1991 року біля Пчолкіного було виявлено скам'янілі залишки дерева араукарії.

### Клімат
Клімат Краматорська помірно-континентальний з відносно холодною зимою і спекотним, сухим літом. Кількість атмосферних опадів незначна, за роками та за сезонами розподіляється нерівномірно. За рік може випадати від 250 до 650 мм, середнє значення — 420 мм. Більша частина опадів відбувається влітку переважно зливами, які часто супроводжуються сильними грозами. Іноді добовий рівень опадів може перевищувати середньомісячний і досягає 120—125 мм.
Середньорічна відносна вологість повітря 75 %, у літній полудень може зменшуватися до 30-35 %. Найбільш вологе повітря в грудні й січні — 90-98, а іноді й 100 %, тому взимку часті тумани та ожеледиця. Хмарність зимового неба досягає 80 %, тумани тримаються на великій площі тривалий час навіть при вітрі 15 м/с, мряка. Зимові вітри переважно східні та північно-східні, часті відлиги.
Середня температура найхолоднішого місяця січня — -4…-5 °, найтеплішого липня — +21…+22 °.
Середня глибина промерзання ґрунту — 1,2 м, найбільша — 1,5 м.

### Флора
Ліси займають 1704 га площі Краматорська, зокрема: Шабельківка — 289, Ясногірка — 196, Біленьке — 165, Веселе — 71, Іванівка — 64, Берестове — 27, Комишуваха — 622 (урочища Грако-Комишувашське — 214, Малотаранівка — 117, Трійчацьке — 94, Липове — 91, Крутеньке I — 29, Заяче Велике — 26, Плоске — 10, Вовче — 20, Крутеньке — 10).
У лісах переважають акація, дуб, ясен, абрикос, алича, липа звичайна і липа дрібнолиста, сосна, береза, шовковиця, клен гостролистий, волоський горіх. Підлісок становлять бруслина, а ближче до узлісь — глід, терен, шипшина; на галявинах — вишня степова, карагана чагарникова. Унікальна сосна крейдова, яка зростає в Біленькому, та сосна кримська.
Видовий склад лісопаркових насаджень різноманітний. Це лісові та узлісні рослини: ясенець білий, зірочник лісовий, пролісок, конвалія травнева, фіалки, дзвіночки, перстач гусячий, ожина, суниці. Місцева флора багата на лікарські рослини: звіробій, материнка, чебрець, ромашка лікарська, чистотіл, валер'яна, подорожник, деревій, цикорій, глід, шипшина тощо. Є види, занесені до Червоної книги: бурачок голоножковий, дворядник крейдяний, дрік донський, громовик донський, ранник крейдовий, тонконіг Талієва, ковила волосиста, конвалія травнева.

### Фауна
В околицях Краматорська водяться єноти, лисиці, кабани, козулі, зайці, ласиці, куниці. Окрім них, зустрічаються вовки та занесені до Червоної книги борсуки. З птахів живуть осілі граки, горобці, кільчасті горлиці, голуби, дрозди, дятли, синиці, соловейки, сови, сойки, фазани тощо.
Цікаво, що у 1970-ті роки, коли Торцем вже пливли райдужні плями від стічних вод прибережних заводів, і люди на той час припинили купатися в річці, у Торці все одно, продовжували водитися раки, карасі, коропи, головні, а також пічкурі та верховодки, яких місцеві рибалки називали «марйохи» та «стеблі» відповідно, та інше.

### Ландшафтний парк
2004 року в межах міста було утворено регіональний ландшафтний парк Краматорський площею 1738,82 га. Він складається з чотирьох ділянок.
Резерват Біле (477,8 га) знаходиться на схилах балки, розташованої на масштабних крейдяних відкладеннях з оголеннями порід і куполоподібними пагорбами. Особливу цінність являє унікальна степова реліктова рослинність на крейдяних відшаруваннях.
Резерват Пчолкінські скам'янілі дерева (22,61 га) має насадження кримської сосни, серед якої зустрічаються виходи скам'янілих дерев кам'яновугільного періоду віком понад 200 мільйонів років.
Резерват Комишуваха (865,23 га) складається з лісів дуба, ясена, клена, в'яза, і липи. Підлісок багатий первоцвітами: горицвіт, анемона, тюльпани. Густі урочища розташувалися у глибоких розгалужених балках. Зустрічаються дикі звірі: зайці, борсуки й лисиці. На території є Лебедине озеро з лебедями. На пагорбі поблизу озера, знаходиться напівзруйнований будинок поміщика Бантишева — одна з найстаріших будівель регіону.
Резерват Білокузьминівський (373,9 га) є геологічним пам'ятником природи зі скелеподібним оголенням верхньої крейди посеред незайманого степу.

## Історія

### Заснування
За археологічними відомостями, на території сучасного Краматорська та його найближчих передмість люди селилися ще з давніх-давен. На північно-західній околиці Краматорська знайдено каменоломні й майстерні обробки кременя епохи неоліту, що існували й у період ранньої міді. У передмісті Краматорська досліджено також курганне поховання металурга-ливаря епохи бронзи.
У другій половині XVII — початку XVIII століття цю частину Слобожанщини масово заселяють козаки з Гетьманщини й кріпаки з південних округ Московії та Мордовії.
1767 уряд Московії віддав графові Ф. Таранову 10 тисяч десятин козацької землі, на яких засновано село Петрівка. Пізніше ці землі продано шляхетському родові Абаза, згодом — іноземцям Іванову, Шабельському і Штейгерову. Звідси виникли нові поселення Абазовка, Іванівка, Шабельківка, Штейгеровка, котрі згодом об‘єдналися в агломерацію Краматорськ. У 1799 територію майбутнього Краматорська долучено до Ізюмського повіту Слобідсько-Української (згодом перейменовано в Харківську) губернії.
У другій половині XVIII століття територія, яку нині посідає місто, масово заселяють козаки Слобідського війська.
У різні часи поселення мало різні назви; теперішню пов'язують зі сполукою «кром» (укріплення) та «торський» (від однойменної річки) за часу існування рубіжної лінії.

### У складі російської імперії
Місто розвинулося від селища при маленькій залізничній станції, побудованій у 1868 році, до сучасного досить великого міста обласного значення, промислового центру й транспортного вузла.
- Акція Краматорського металургійного товариства номіналом 500 рублів, 1899.
- Поштівка з Краматорськом біля Бахмута. Початок ХХ ст.
- Станція Краматорська — крейдяні гори і металургійний завод вдалині (початок ХХ століття)

Наприкінці 1860-х на споруджуваній Курсько-Харківсько-Азовській залізниці біля річки Казенний Торець з'явилася залізнична станція Краматорська, поблизу якої засноване селище. Спочатку селище мало назву Крам на Торці, згодом поступово назва змінилась на Краматорськ.

### Українська революція
Після того як стало відомо про повалення царського режиму, у Краматорську 2 березня було створено Громадський комітет — видним його діячем був кадет доктор Демулін. За підтримки меншовиків та есерів Демулін виступив у тимчасовому комітеті проти роззброєння поліції, як заходу, здатного призвести до суспільних безладів, та пропонував щонайбільше роззброїти «поганих» поліцейських, а «хороших» — залишити на місцях. Крім того, він виступав проти організації рад.
Повідь (розлив річки Торець), що спіткала Краматорськ навесні 1917 року, не дала організаційному комітету можливості провести вибори до Ради робітничих депутатів, Раду було обрано лише 21 березня (за старим стилем). Краматорськ був звільнений підрозділами Армії УНР у квітні 1918 р.
З квітня по грудень 1918 року Краматорськ перебував під владою Української Держави гетьмана Павла Скоропадського. Після антигетьманського повстання Краматорськ ненадовго перейшов під владу Директорії УНР.
Через поразку УНР в радянсько-українській війні, Краматорськ, як і інші населені пункти Донбасу, опинився під радянською владою.

### Радянський період
З 1926 року — селище міського типу, 1932 року отримав статус міста обласного підпорядкування у складі новоствореної Донецької області.
27 жовтня 1941 року місто було тимчасово окуповане німецькими військами.
З 5 по 27 лютого 1943 року місто перебувало під контролем радянських військ, остаточно відвойоване ними 6 вересня 1943 — військами Південно-Західного фронту в ході Донбаської операції. До серпня 1946 року 1-м секретарем міського комітету КП(б)У працював Потанін Дмитро Миколайович, у серпні 1946 року 1-м секретарем Краматорського міського комітету КП(б)У призначили Кузнецова Івана Софроновича.
У повоєнні часи в місті було збудовані  завод лиття та поковки, електроламповий завод «Альфа» (1969), комбінат панельного домобудівництва (1972), відкрита тролейбусна система (1971). На горі Карачун збудовано ретрансляторну вежу. Двічі — у 1964 і 1985 роках місто зазнавало поводі.
Пізнавально, що на початку 1970 років, через важкий криміногенний стан, у Краматорську діяла комендантська година. По школах перед канікулами ходили дільничні міліціонери та завучі з роз'ясненнями про те, що школярам заборонено ходити вулицями після 21-ї години, а вдень — гуртами понад двоє осіб. Надвечір вулицями роз'їжджали, окрім міліціонерських УАЗів («бобиків»), важкі мотоцикли з люлькою, у якій сиділа вівчарка, попереду було закріплено прожектор, який міг обертатися, а на сидіннях знаходилися два міліціонери.
У піонерських таборах, наприклад від СКМЗ, діти постійно танцювали під баян єврейський танець «сім-сорок» та грецький «сиртакі» — так відбувалося інтернаціональне виховання.
За радянські часи гостям міста екскурсоводи обов'язково повідомляли, що Краматорськ — місто п'яти світанків на день. Це було пов'язано з тим, що з доменних печей металургійного заводу, кілька разів на добу, вивозили та виливали на відвали (на які краматорчани казали «шлакові гори») рідкий розжарений шлак, що у темну пору виглядало як червонувата заграва, схожа на світанок над містом, коли зненацька ставало майже світло на декілька хвилин.

### Незалежна Україна

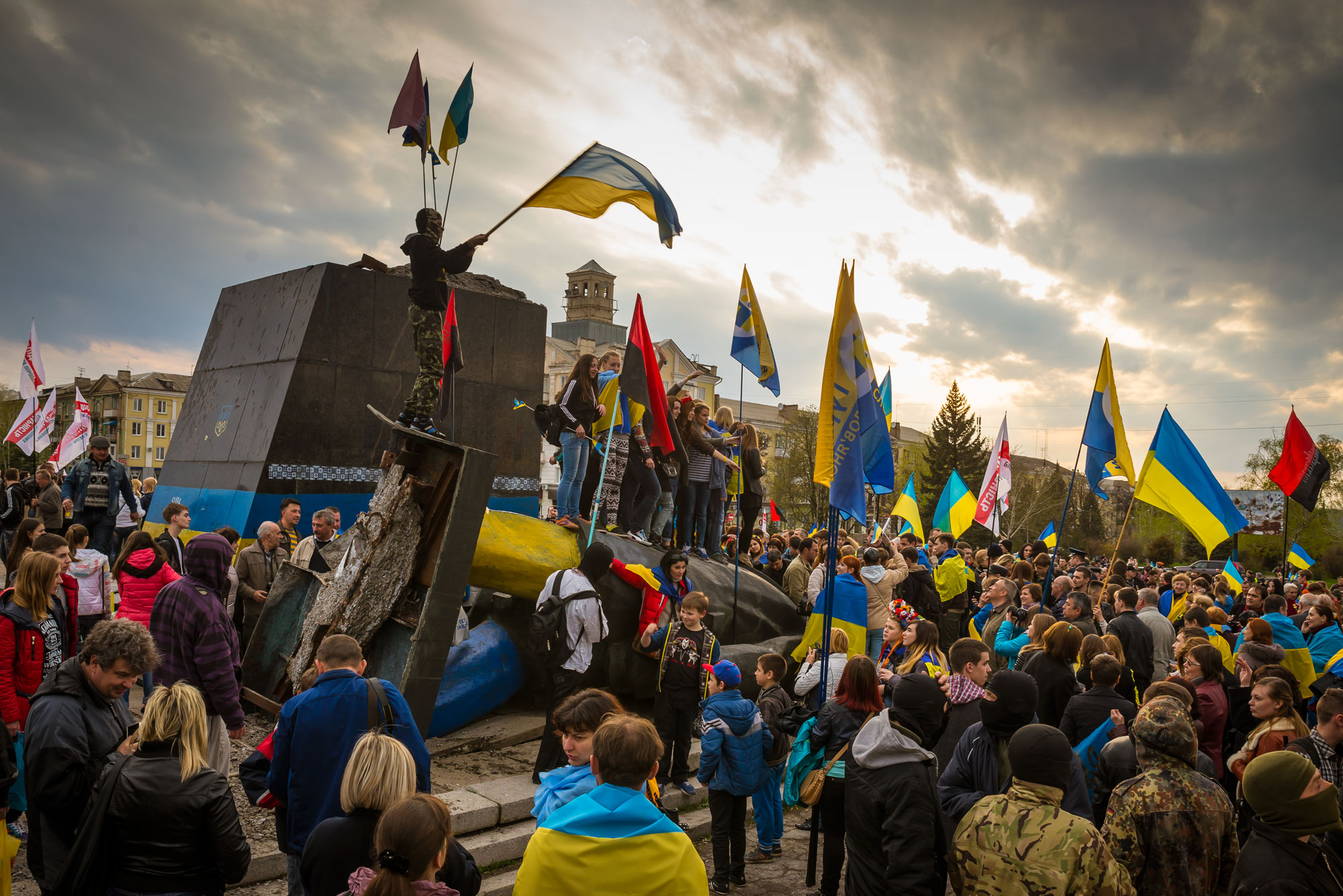
Повалення пам'ятника В. І. Леніну в Краматорську. 17 квітня 2015

З 1991 року — місто у складі незалежної України. В 1997 почалася ретрансляція програм FM радіо «Європа Плюс Донбас», а 1998 року розпочала мовлення перша недержавна радіостанція («Радіо Біт»).
24 вересня 2008 року ухвалені прапор та новий герб міста. 2010 року — на частині площ КЗТС засновано завод Фурлендер з виробництва вітряних енергетичних установок.
17 квітня 2015 року в Краматорську було повалено пам'ятник Леніну.
У 2018 році в Україні відзначено на державному рівні пам'ятна дата — 150 років з часу заснування міста Краматорська (1868).
19 липня 2020 року, в ході адміністративно-територіальної реформи, місто набуло статусу адміністративного центру новоутвореного Краматорського району та Краматорської територіальної громади. Того ж року Краматорськ зазнав пандемії COVID-19.

#### Війна на сході України
З 12 квітня по 5 липня 2014 місто було окуповане бойовиками терористичної організації «Донецька народна республіка». У ході боїв з окупантами було частково зруйновано цехи заводу Енергомашспецсталь та Краматорського заводу важкого верстатобудування, близько 50 осіб загинуло. 13 вересня учасники міського віча прийняли рішення створити добровольчі загони — для захисту міста від російської окупаційної армії; також було вирішено збирати гроші на засоби захисту для захисників, які вступали у підрозділи оборони.
З 11 жовтня 2014 року місто було оголошене тимчасовим обласним центром Донецької області, новий голова обласної адміністрації Олександр Кіхтенко повідомив про перенесення обласної держадміністрації до Краматорська. У листопаді 2014 року до Краматорська був переведений Донецький апеляційний адміністративний суд.
10 лютого 2015 року місто було обстріляне з реактивної системи БМ-30 «Смерч» з боку Горлівки. За даними на вечір 11 лютого, від обстрілу загинуло 17 осіб, поранено 64 особи, серед них 5 дітей

#### Російське вторгнення
Під час російського вторгнення в Україну в ніч на 5 квітня 2022 року збройні сили РФ здійснили ракетний удар по місту й зруйнували загальноосвітню школу № 15. На місці влучання зафіксована воронка шириною в 15 м та глибиною майже 3 м. Обстрілами пошкодили й залізничні колії, тому евакуаційні поїзди № 45/46 з цивільними людьми вимушено залишилися на станції Лозова.
8 квітня 2022 року залізничний вокзал у Краматорську зазнав ракетних обстрілів збройними силами РФ. Унаслідок обстрілу загинули понад 50 осіб, з них п'ятеро — діти. Ще 98 людей зазнали поранення. Голова Донецької області Павло Кириленко повідомив, що на станції на момент удару перебували тисячі людей.
Удар було нанесено касетними боєприпасами.
Російські чиновники та пропаганда поширювали щодо ракетного обстрілу різні фейки: «відсутність» ракет Точка-У на озброєнні Росії, обстріл «по скупченню ЗСУ», «обстріл Україною» своєї територій. Однак в інтернеті з'явилося спростування всіх фейків російської пропаганди, включно з даними Пентагону та сайту «Stop Fake». Міжнародна спільнота засуджує умисне вбивство Росією цивільного населення Краматорська..
17 квітня 2022 року, внаслідок чергового ракетного удару російськими окупантами, зруйнувано вісім житлових будинків, освітній та інфраструктурний об'єкти.
24 серпня 2024 року, внаслідок російського удару по готелю у Краматорську, поранені журналісти Reuters та 6 осіб.

## Населення
Місто входить до складу Краматорської агломерації.
| Динаміка чисельності населення Краматорська | Динаміка чисельності населення Краматорська | Динаміка чисельності населення Краматорська | Динаміка чисельності населення Краматорська |
| рік                                         | населення, тис. мешк.                       | населення, тис. мешк.                       | примітки                                    |
| рік                                         | власне місто                                | разом із селищами                           | примітки                                    |
| ------------------------------------------- | ------------------------------------------- | ------------------------------------------- | ------------------------------------------- |
| 1795–1796                                   | —                                           | 2,6 тис.                                    |                                             |
| 1865                                        | —                                           | 4,1 тис.                                    |                                             |
| 1898                                        | 12 тис.                                     |                                             |                                             |
| 1912                                        | 12 тис.                                     |                                             |                                             |
| 1923                                        | 0,8 тис.                                    |                                             |                                             |
| 1926                                        | 12 тис.                                     |                                             |                                             |
| 1928                                        | 12,3 тис.                                   |                                             |                                             |
| 1931                                        | 17,1 тис.                                   |                                             |                                             |
| 1939                                        | 94 тис.                                     |                                             | перепис 17/I                                |
| 1959                                        | 115 тис.                                    |                                             | перепис 15/I                                |
| 1965                                        | 135 тис.                                    |                                             |                                             |
| 1970                                        | 150,5 тис.                                  |                                             | перепис 15/I                                |
| 1979                                        | 178 тис.                                    | 218 тис.                                    | перепис 7/I                                 |
| 1989                                        | 198 тис.                                    | 227,2 тис.                                  | перепис 12/I                                |
| 1992                                        |                                             | 238,5 тис.                                  | максимум                                    |
| 1994                                        | 202,7 тис.                                  |                                             |                                             |
| 2001                                        | 181 025                                     | 216 162                                     | перепис 2001                                |
| 2006                                        | 173,3 тис.                                  | 207,4 тис.                                  |                                             |
| 2012                                        | 165,5 тис.                                  | 199 тис.                                    |                                             |
| 2014                                        | 162,8 тис.                                  | 196,2 тис.                                  |                                             |
| 2016                                        | 173,7 тис.                                  | 208,8 тис.                                  |                                             |
| 2017                                        | 155,6 тис.                                  | 188,4 тис.                                  |                                             |
| 2021                                        | 152,1 тис.                                  | 185,1 тис.                                  |                                             |
| 2022                                        | 147 145                                     |                                             | 1 січня 2022                                |

Через повномасштабне російське вторгнення в Україну населення міста різко скоротилося. Станом на липень 2022 року з довоєнних 150 000 осіб в місті було не більше, ніж 40 000 осіб, станом на початок 2023 року — близько 80 тис., на початок 2024 року —  75 тисяч осіб.

### Національний склад
Національний склад населення за переписом 2001 року
|               | чисельність | частка, % |
| українці      | 151 389     | 70,2      |
| росіяни       | 58 002      | 26,9      |
| білоруси      | 1 439       | 0,7       |
| вірмени       | 1 386       | 0,6       |
| азербайджанці | 370         | 0,2       |
| євреї         | 262         | 0,1       |

### Мовний склад
Рідна мова населення за даними перепису 2001 року:
| Мова            | Чисельність, осіб | Відсоток |
| --------------- | ----------------- | -------- |
| Російська       | 122 498           | 67,87 %  |
| Українська      | 56 054            | 31,06 %  |
| Вірменська      | 417               | 0,23 %   |
| Білоруська      | 173               | 0,10 %   |
| Циганська       | 106               | 0,06 %   |
| Румунська       | 38                | 0,02 %   |
| Інші/Не вказали | 1 201             | 0,66 %   |
| Разом           | 180 487           | 100 %    |

За даними перепису 2001 р. народжуваність — 7,4 на 1000 осіб (9,6 у 2008), смертність — 16,7, природний збиток — 9,3, сальдо міграції від'ємне (-1,3 на 1000 чоловік). Динаміка показника природного зменшення населення за роками: 2005 — 9,9; 2006 — 8,4; 2007 — 8,1 на 1000 осіб.
Кількість дітей до 17 років — 32 630 (16 % від загальної чисельності населення, 2008), пенсіонерів — 63 187 (більше ніж 30 % загальної чисельності, 2006).
За даними перепису 2001 року 31,06 % зазначили рідною мову українську, 67,87 % — російську, 0,23 % — вірменську, 0,10 % — білоруську, 0,06 % — циганську, 0,02 % — молдовську, 0,01 % — грецьку, а також угорську, єврейську, болгарську, польську, німецьку та гагаузьку мови. На початку ХХ століття українська мова тут посідала перше місце.

## Транспорт і зв'язок

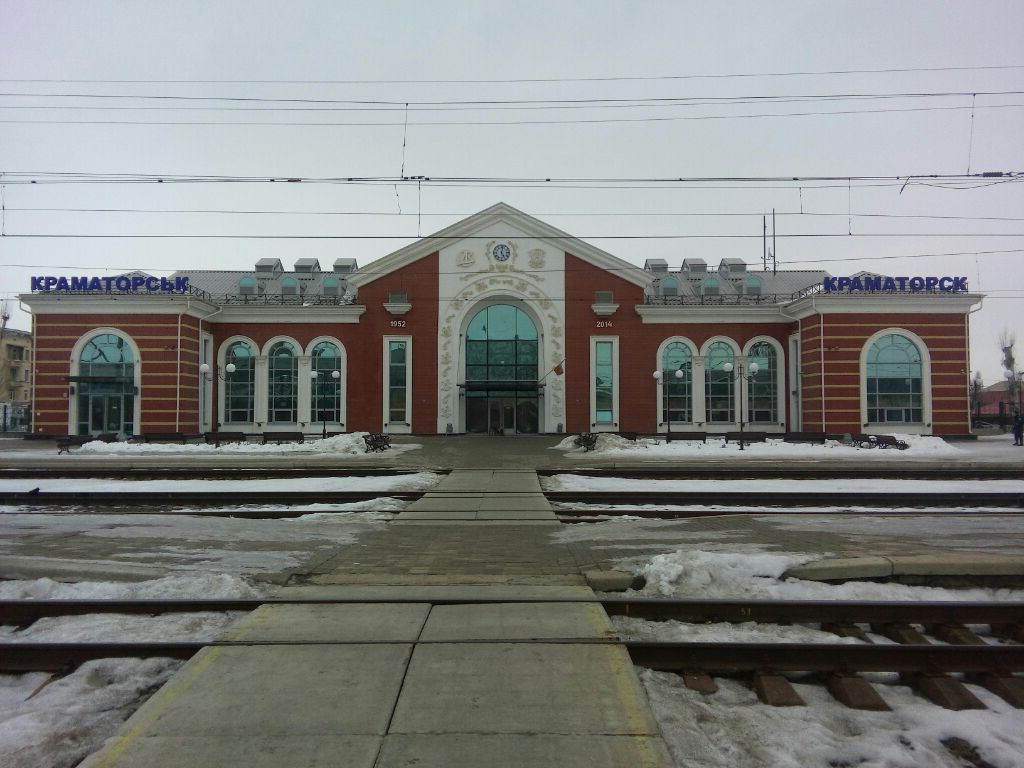
Залізничний вокзал

Міський транспорт:
- Краматорський трамвай[40] (діяв з 12 травня 1937 року). Перед закриттям системи діяло 3 маршрути. 1 серпня 2017 року трамвайний рух у місті остаточно припинено.
- Краматорський тролейбус[41] (з 18 листопада 1971 року) — 10 регулярних та 3 резервних (за вказівкою диспетчера) маршрутів (2019 рік).
- 32 автобусні маршрути.

Пасажирсько-вантажна вузлова залізнична станція Донецької залізниці Краматорськ розташована в Старому місті. Крім неї в Краматорську є вантажна станція Шпичкине, а також 6 зупинних пунктів, що розташовані на території Краматорська.
У місті діє міжміський автовокзал «Краматорськ», а також розташований аеропорт, який має військову злітно-посадкову смугу класу «Б».
Містом пролягають автошляхи національного значення Н20 (Слов'янськ — Донецьк — Маріуполь) та територіального значення Краматорськ — Олександрівка і Т 0514 Лиман — Добропілля.
Рівень телефонізації — 600 телефонних номерів на 1000 сімей (1999).
В місті працюють всі українські національні оператори мобільного зв'язку (Vodafone, Київстар, Lifecell).
Впродовж 1958—1959 років БМУ НКМЗ звело телерадіовежу висотою 76 м по вулиці Катеринича. У 1976—1979 роках на горі Карачун між Слов'янськом і Ясногіркою з боку селища Андріївка був побудований телерадіопередавальний центр з щоглою висотою 222 м. Центр був знищений російськими терористами влітку 2014 року.

## Економіка

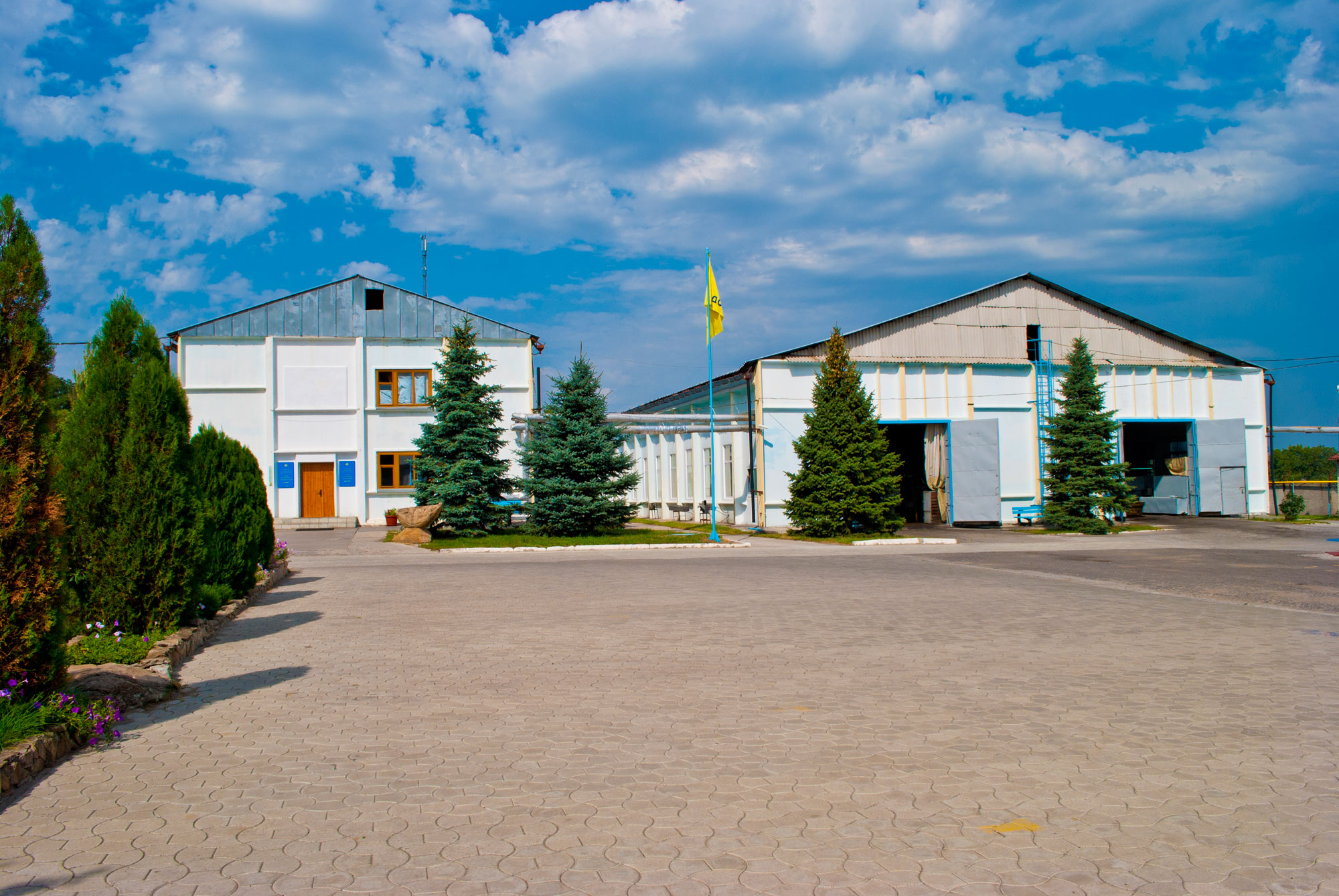
Завод «Донмет»

### Важка промисловість
Краматорськ вважається центром машинобудування Донеччини. Машинобудування переважно важке, для металургійної, вугільної, транспортної, енергетичної промисловости.
Машинобудування:

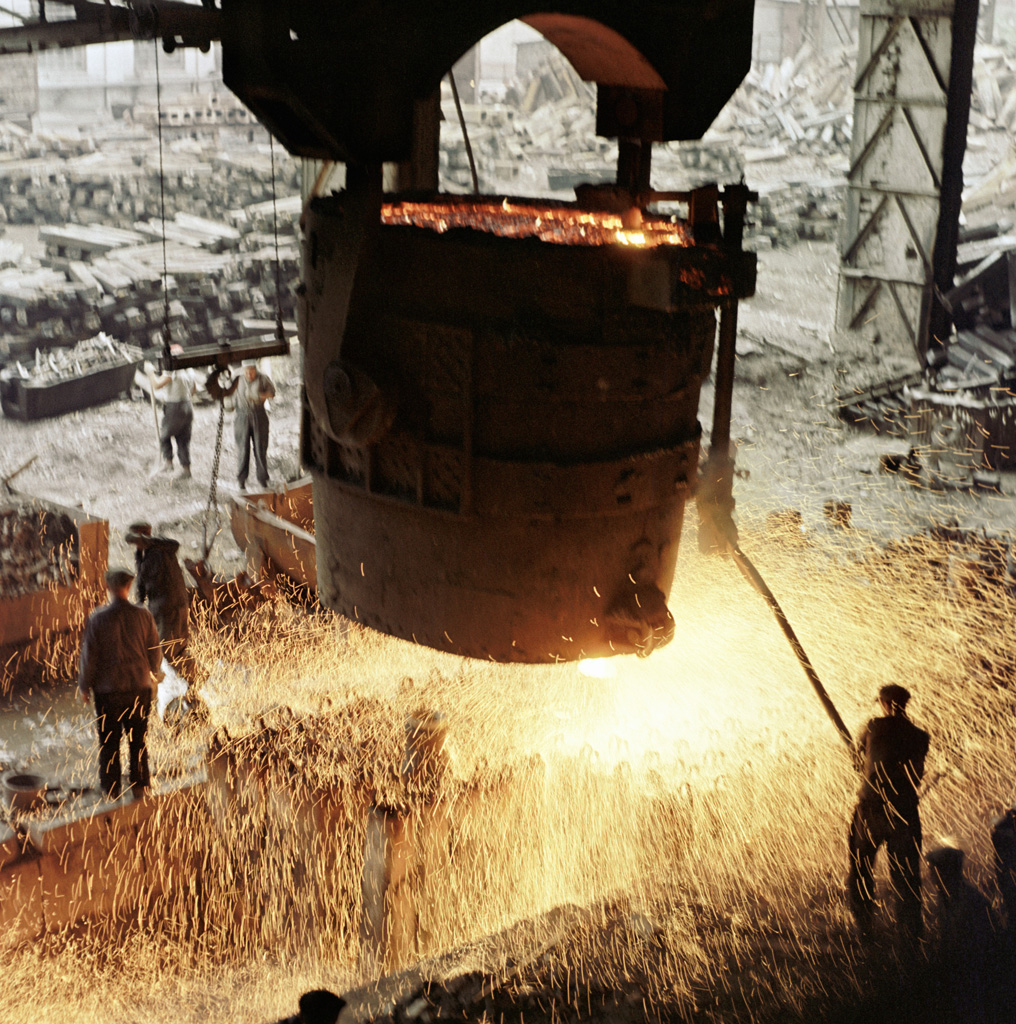
Розлив чавуну в доменному цеху Краматорського металургійного комбінату

- Новокраматорський машинобудівний завод (НКМЗ)[42];
- Старокраматорський машинобудівний завод;
- Краматорський завод важкого верстатобудування[43];
- Завод автогенного обладнання «Донмет»[44];
- Краматорський завод металоконструкцій;
- Краматорський завод «Кондиціонер»;
- Fuhrlaender Windtechnology;
- Краматорський завод енергетичного машинобудування;
- «Крамтехцентр».

Енергетика:
- Краматорська ТЕЦ

Металургійна промисловість:
- Краматорський феросплавний завод
- Енергомашспецсталь
- Краматорський металопрокатний завод

Промисловість будівельних матеріалів:
- Краматорський цементний завод («Пушка») — входить до складу концерну «Укрцемент», випускає різні марки цементу, шиферу, шлакоблоки, бордюри, асбокартон, шифер кольорового виконання, тротуарна плитка різного профілю.
- Краматорський завод емалей
- Асфальтобетонний завод

### Легка промисловість
- Швейна фабрика.

### Харчова промисловість
- Краматорський комбінат дитячого харчування
- Краматорський м'ясопереробний завод (ТМ «М'ясний ряд»)

### Інші виробництва
- Тормікс — виробництво комбікормів та БМВД
- авторемонтні підприємства

Підприємства, пристосовуючись до ринкових відносин, змінили форму власності, більшість стали акціонерними товариствами. Змінилася й номенклатура продукції, що випускається ними. У місті працюють науково-дослідний і проєктно-технологічний інститут машинобудування. Більше половини загального числа зайнятих працює у промисловості.
Обсяг промислового виробництва — 1 423 млн гривень (на 1 жителя — 6 740 грн). Індекс промислового виробництва — 95,8 % у 2003 році до 1990 року. Викиди шкідливих речовин у 2003 році в атмосферне повітря від джерел забруднення міста — 7,0 тис. тонн.

## Соціальна сфера
10 медичних установ (690 лікарів, 1 930 медпрацівників), 33 школи (21 600 учнів, 1 550 педагогів), 34 дитсадка (4 200 дітей), 6 ПТУ (3 900 учнів), 5 ВНЗ, 3 музичні школи, 23 бібліотеки, 16 клубів і будинків культури.
На початку 2016 року в Краматорську відкритий центр допомоги літнім людям, які переїхали з окупованих Росією територій — «Старе місто». У центрі відбуваються зустрічі з представниками Пенсійного фонду та соціальних служб, допомагають людям із проблемами слуху і проходять майстер-класи з рукоділля.
- Краматорська центральна міська публічна бібліотека
- Бібліотека імені М. Коцюбинського
- Бібліотека імені Панаса Мирного

## Освіта

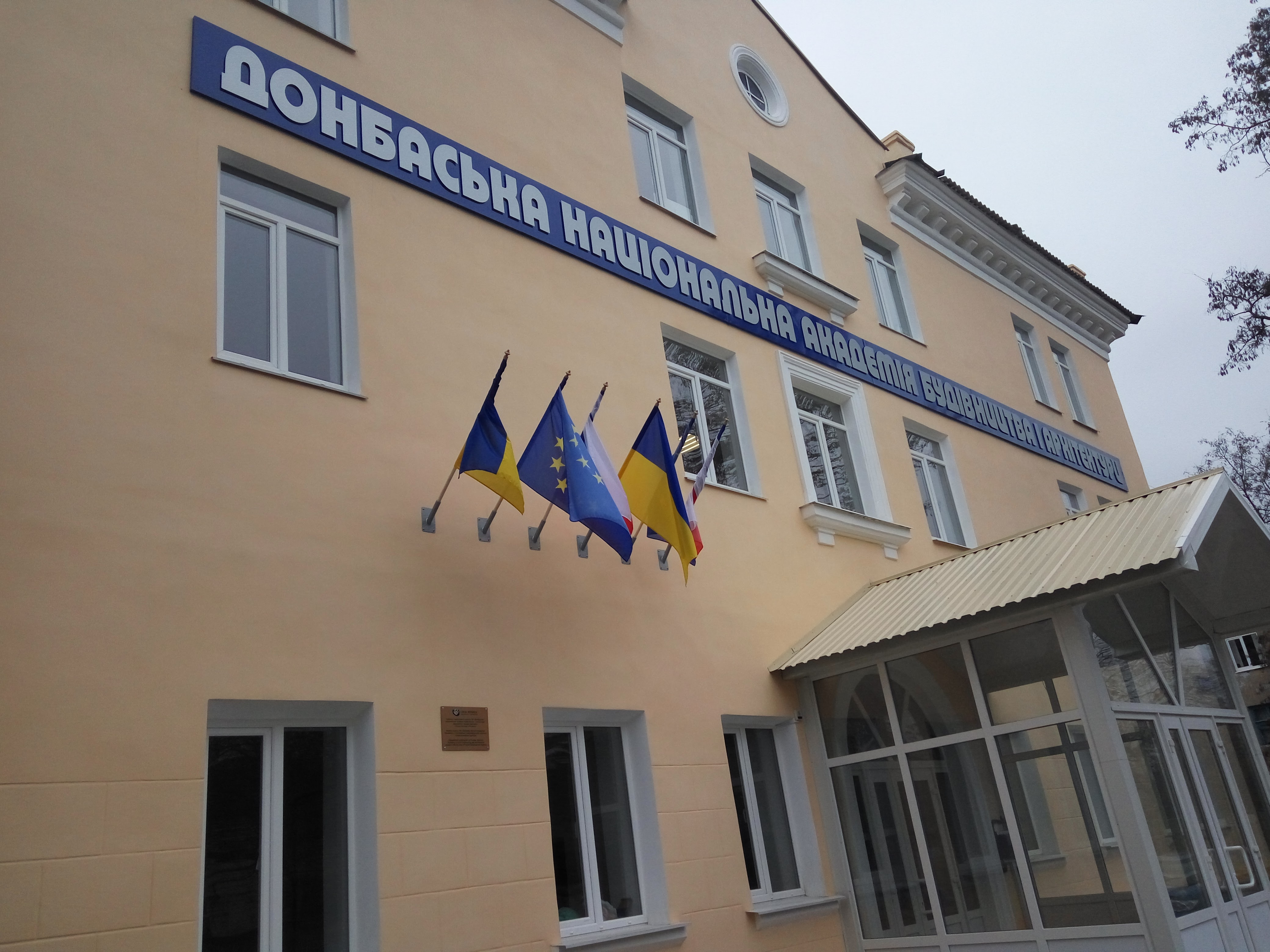
Донбаська національна академія будівництва і архітектури

##### Заклади вищої освіти
- Донбаська державна машинобудівна академія (ДДМА),
- Донбаський інститут техніки та менеджменту Міжнародного науково-технічного університету ім. академіка Юрія Бугая (ДІТМ МНТУ)
- Донецький національний медичний університет
- Донбаська національна академія будівництва і архітектури

##### Середні спеціальні навчальні заклади
- Машинобудівний коледж Донбаської державної машинобудівної академії,
- Технологічний технікум,
- Торговий коледж Донецького національного університету економіки і торгівлі (ДонНУЕТ).

##### Професійно-технічні навчальні заклади
- Центр професійно-технічної освіти (№ 47),
- Вище професійне металургійне училище (№ 123),
- Вище професійне торгово-кулінарне училище (№ 42),
- Вище професійне училище (№ 14).
- Вище професійне будівельне училище (№ 28).

##### Загальноосвітні середні заклади
У місті функціонують 28 загальноосвітніх шкіл, у яких навчається 13 933 учні та працює 1207 педагогів (2017/2018).
| школа               | адреса                           | кількість учнів (2017/2018) |
| ------------------- | -------------------------------- | --------------------------- |
| № 1                 | вулиця Райдужна, 13              | 363                         |
| № 2                 | вулиця Остапа Вишні, 15          | 473                         |
| № 3                 | вулиця Марії Заньковецької, 19   | 721                         |
| № 4                 | проспект Незалежності, 48А       | 763                         |
| № 5                 | вулиця Василя Стуса, 40          | 414                         |
| № 6                 | вулиця Велика Садова, 71         | 900                         |
| українська гімназія | вулиця Бахмутська, 11            | 392                         |
| № 8                 | проспект Незалежності, 57А       | 586                         |
| № 9                 | бульвар Краматорський, 17        | 613                         |
| № 10                | вулиця Хортицька, 40             | 802                         |
| № 11                | вулиця Тріумфальна, 9            | 343                         |
| № 12                | вулиця Василя Стуса, 19          | 386                         |
| № 15                | вулиця В'ячеслава Чорновола, 19  | 261                         |
| № 16                | вулиця Леоніда Бикова, 7         | 497                         |
| № 17                | вулиця Благодатна, 80            | 446                         |
| № 18                | вулиця Червоної калини, 18       | 306                         |
| № 19                | вулиця Ольги Кобилянської, 1     | 275                         |
| № 20                | вулиця Танкістів, 112            | 423                         |
| № 22                | проспект Незалежності, 3         | 699                         |
| № 23                | вулиця Михайла Горяйнова, 45А    | 410                         |
| № 24                | вулиця Богдана Хмельницького, 28 | 410                         |
| № 25                | вулиця Богдана Хмельницького, 25 | 798                         |
| № 26                | вулиця Софіївська, 128           | 461                         |
| № 30                | вулиця Барвінкова, 1             | 390                         |
| № 31                | вулиця Катерини Білокур, 14      | 394                         |
| № 32                | вулиця Данила Мурашка, 22        | 397                         |
| № 33                | вулиця Гетьманська, 95           | 213                         |
| № 35                | вулиця Березнева, 46             | 990                         |

Школа № 24, збудована в 1962 році, була першою експериментальною школою проєкта типових шкіл 2-02-964у, розробленого інститутом Діпромісто на чолі з Йосипом Каракісом.

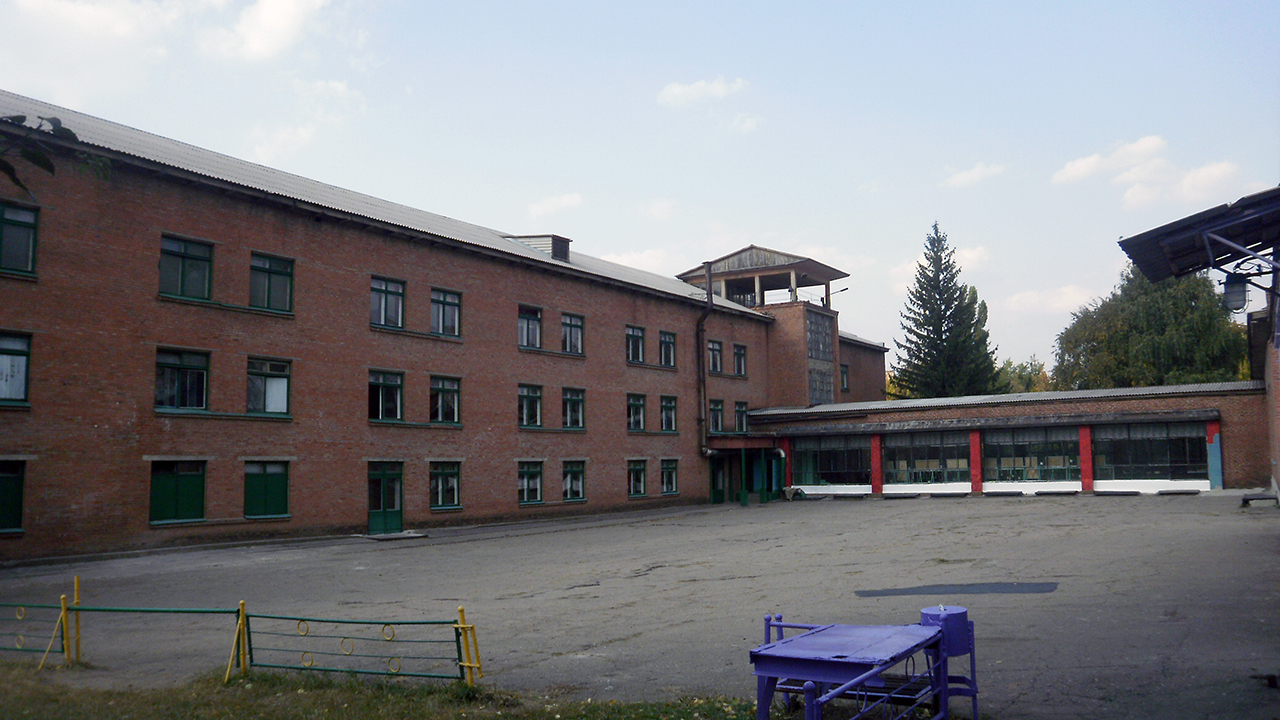
школа № 24
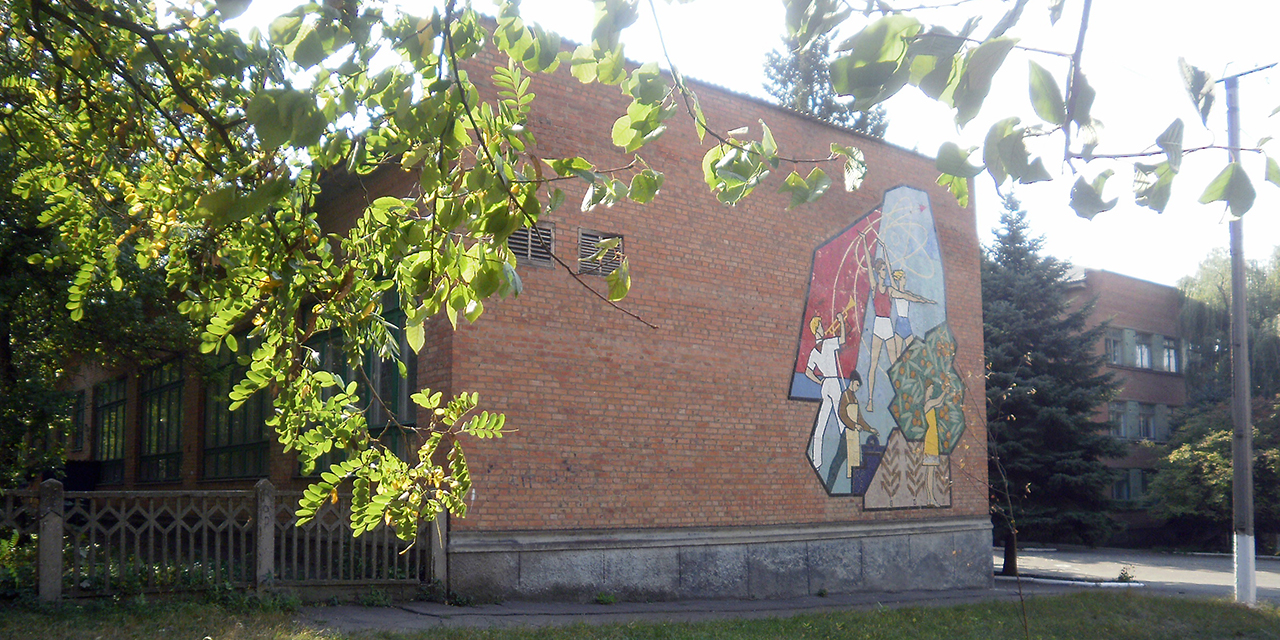
мозаїка на школі № 24

#### Неформальна освіта
З 2015 року в м. Краматорськ функціонує освітня молодіжна платформа «ВІЛЬна ХАта», що була створена після проведення в місті волонтерського табору Будуємо Україну Разом (БУР).

## Засоби масової інформації

### Місцеві газети
- «Східний проєкт» (російською мовою)
- «Технополіс» (російською мовою)

### FM-радіомовлення
| №п/п | Назва                     | Частота, МГц | Потужність | Адреса вежі              | Передавач          |
| ---- | ------------------------- | ------------ | ---------- | ------------------------ | ------------------ |
| 1    | Радіо М                   | 87,5         | 1          | вул. Лівобережна, 699-А  | ДФКРРТ             |
| 2    | «Best FM»                 | 88,1         | 0,1        | вул. Паркова, 16         |                    |
| 3    | «Армія FM»                | 89,0         | 0,1        | вул. Лівобережна, 699-А  | ДФКРРТ             |
| 4    | «Українське радіо Донбас» | 90,4         | 0,2        | вул. Лівобережна, 699-А  | ДФКРРТ             |
| 5    | «Громадське радіо»        | 90,9         | 1          | вул. Лівобережна, 699-А  | ДФКРРТ             |
| 6    | «Радіо Культура»          | 91,3         | 0,1        | вул. Лівобережна, 699-А  | ДФКРРТ             |
| 7    | «Країна ФМ»               | 99,0         | 0,1        | бульв. Краматорський, 41 | ВАТ «Ювелірсервіс» |
| 8    | «Радіо Промінь»           | 100,3        | 0,5        | бульв. Краматорський, 41 | ВАТ «Ювелірсервіс» |
| 9    | «Радіо НВ»                | 101,0        | 0,96       | бульв. Краматорський, 41 | ВАТ «Ювелірсервіс» |
| 10   | «Radio ROKS»              | 101,7        | 1          | бульв. Краматорський, 41 | ВАТ «Ювелірсервіс» |
| 11   | «Українське радіо»        | 102,2        | 0,25       | вул. Лівобережна, 699-А  | ДФКРРТ             |
| 12   | «Радіо «П'ятниця»         | 102,8        | 0,5        | бульв. Краматорський, 41 | ВАТ «Ювелірсервіс» |
| 13   | «Класне радіо»            | 103,9        | 1          | вул. Лівобережна, 699-А  | ДФКРРТ             |
| 14   | Мелодія FM                | 105,0        | 0,5        | бульв. Краматорський, 41 | ВАТ «Ювелірсервіс» |
| 15   | Перець FM                 | 105,7        | 0,2        | вул. Паркова, 16         |                    |
| 16   | «Radio Relax»             | 106,2        | 0,5        | бульв. Краматорський, 41 | ВАТ «Ювелірсервіс» |
| 17   | «Kiss FM»                 | 107,0        | 1          | бульв. Краматорський, 41 | ВАТ «Ювелірсервіс» |
| 18   | «Хіт FM»                  | 107,4        | 0,1        | бульв. Краматорський, 41 | ВАТ «Ювелірсервіс» |
| 19   | «Радіо Байрактар»         | 107,8        | 0,1        | бульв. Краматорський, 41 | ВАТ «Ювелірсервіс» |

## Культура
- Палаци культури:

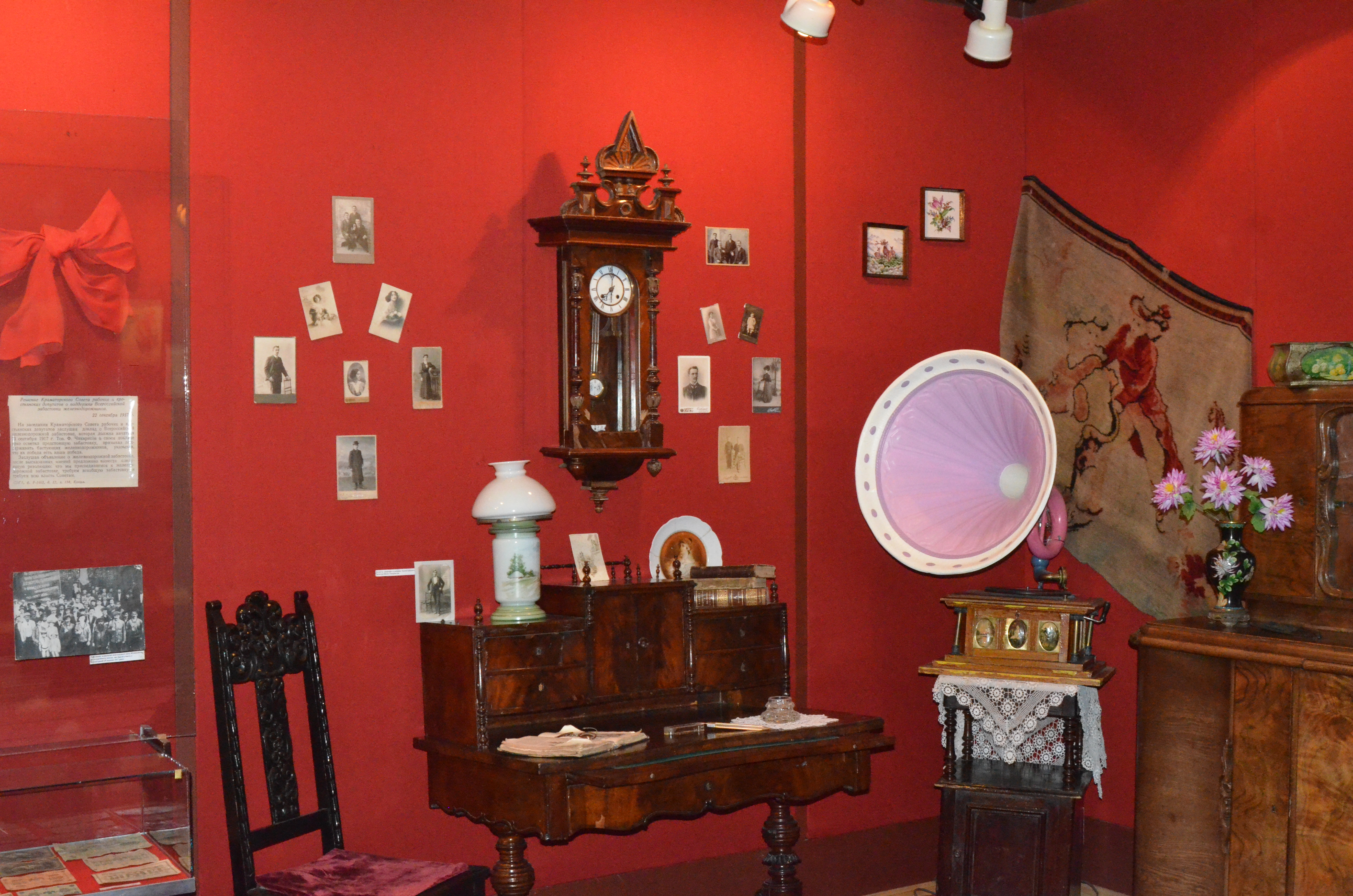
Музей історії міста Краматорськ

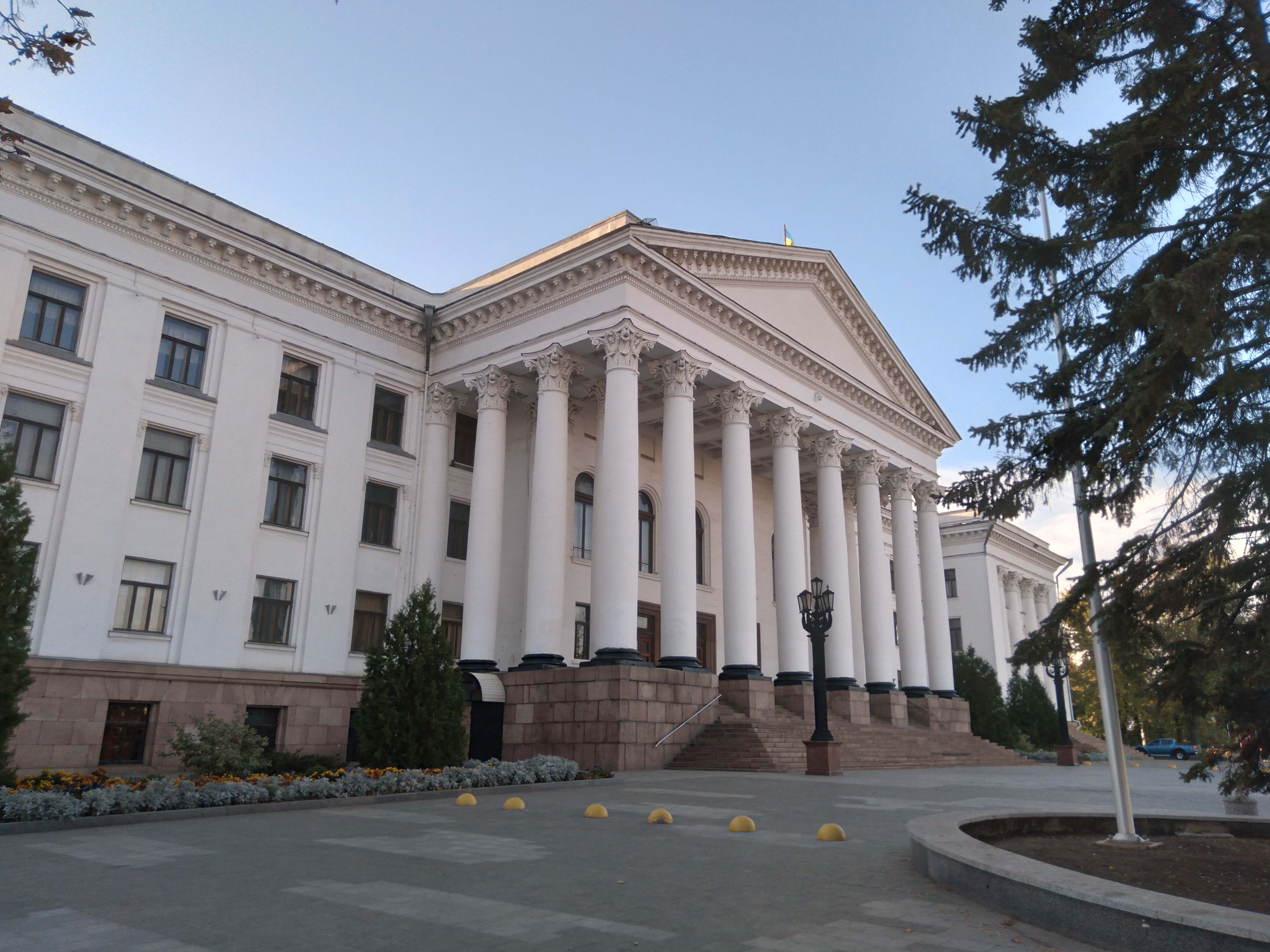
Палац культури і техніки НКМЗ

  - Палац культури і техніки Новокраматорського машинобудівного заводу (ПКіТ НКМЗ)
  - Палац культури імені Леоніда Бикова
  - Міський Палац культури «Будівельник»,
  - Клуб «Цементник» (нині Протестантська церква).
- Музеї: історичний, художній.
- Аероклуб імені Леоніда Бикова[46].
- Будинок юних техніків
- Центр позашкільної роботи
- Приватна любительська балконна обсерваторія Краматорськ
- Три школи мистецтв

## Парки, сквери, бульвари та зелені зони
- Family Park (стара назва - парк імени Олександра Сергійовича Пушкіна)
- Парк "Ювілейний"
- Міський сад Бернацького
- Меморіальний сквер пам'яти загиблих воїнів під час Другої світової війни (Вічний вогонь)
- Меморіальний сквер пам'яти загиблих воїнів під час Громадянської війни в Росії
- Сквер імені Тараса Григоровича Шевченка
- Сквер Кузьми Скрябіна
- Сквер Марії Приймаченко
- Сквер матері
- Сквер «Зірочка»
- Сквер слави
- Сквер металургів
- Сквер профспілок
- Сквер «Екологічний»
- Сквер в мікрорайоні Станкобуд
- Сквер біля площі Миру, де розташований меморіальний пам'ятник полеглим воїнам Афганської війни
- Сквер «Лабиринт»
- Зелена зона біля гуртожитку на вул. Абая Кунанбаєва, через неї протікає річка Біленька
- Зелена зона на вул. Нижня, в ній розташована церква та міська бібліотека імени Михайла Коцюбинського
- Красногорський сад
- Бульвар Машинобудівників
- Бульвар Краматорський
- Привокзальна площа
- Комсомольська алея

- Пам'ятник воїнам-визволителям на бульварі Машинобудівників
- Міський сад Бернацького.

## Релігія
- Храм святого Пантелеймона (УПЦ МП)[47]
- Храм Архистратига Михаїла (УПЦ МП)[48]
- Свято-Успенський храм (УПЦ МП)
- Храм Різдва Іоана Предтечі (УПЦ МП)
- Свято-Покровська церква (УПЦ МП)
- Свято-Троїцька церква (УПЦ МП)
- Храм Свят-Різдва Богородиці (УПЦ МП)
- Храм Благовіщення пресвятої Богородиці (ПЦУ)
- Храм Святих мучениць Віри, Надії і Любові та матері їх Софії (ПЦУ)
- Храм св. Пророка Іллі (УГКЦ)
- Храм Святого Юрія УГКЦ, освячено в лютому 2017 року[49]
- Церква «Голгофа» (баптисти)
- Церква «Ковчег спасіння» (п'ятидесятники)
- Церква адвентистів сьомого дня

Католицьку громаду за часів Російської імперії утворювали спеціалісти-робітники, зокрема, поляки та німці. У 1912 році в місті служив о. Рилло. У старому місті 1917 року було збудовано костел, закритий 1923-го. Після війни «Палац піонерів» було знищено, на його місці був встановлений пам'ятник Леніну (демонтований).

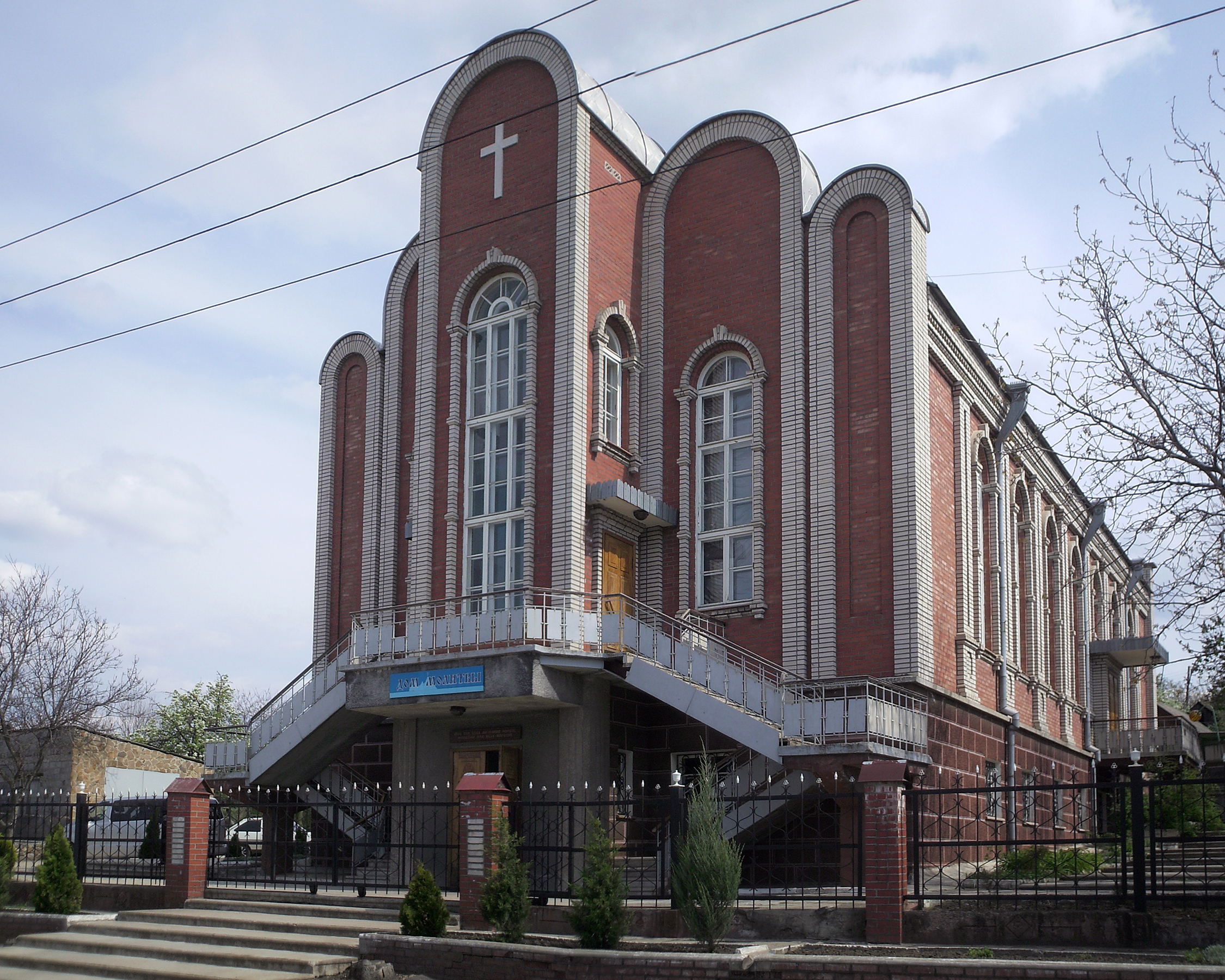
Церква «Голгофа»

У 2003 році зареєстровано католицьку громаду міста. Влада відмовилася співпрацювати з вірянами, тож ділянка під майбутній костел була придбана, але не виділена. 30 листопада 2008 року капличку освятив єпископ Мар'ян Бучек. Парафію Святого Духа обслуговує товариство Христове для Закордонної Полонії з парафії в Донецьку. Святі Меси у каплиці щонеділі о 15:00. Храмове свято — урочистість Зіслання Святого Духа. У місті діє громада Свідків Єгови.
2021 року у Краматорської мусульманської громади Духовного управління мусульман України «Умма» з'явилася власна будівля мечеті та Ісламського культурного центру.

## Архітектура

### Загальна характеристика

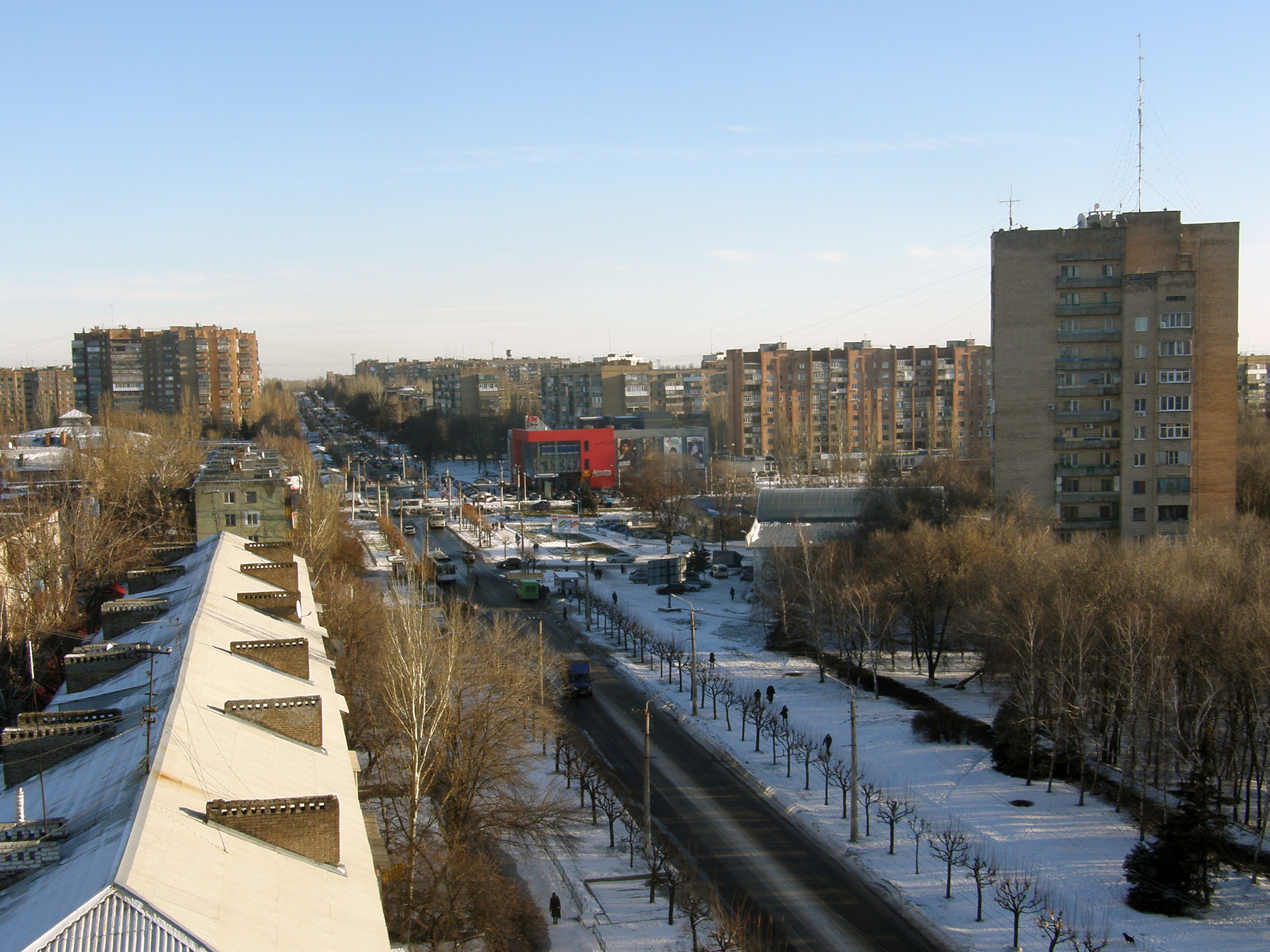
Багатоповерхова забудова міста

Житлова забудова міста представлена як одноповерховими будівлями приватного сектора, так і багатоповерховим (2–5-ти, 9-ти, 14-ти) будинками.
Архітектурною візитівкою є будівля Палац культури та техніки НКМЗ, збудований у 1950—1965 роках за унікальним проєктом архітектора Д. М. Баталова. Цей монументальний Палац прикрашає практично всі буклети, видання, презентації про Краматорськ.

### Пам'ятки
У місті на обліку перебуває 59 пам'яток історії та одна пам'ятка монументального мистецтва.
- Палац культури і техніки (1950—1965), архітектор Дмитро Баталов.
- Палац і садиба Бантишева (1858) — двоповерховий палац у стилі класицизму та парк, площею 66 га зі старовинними скульптурами та дубами[52].
- Перше відділення міліції — колишній особняк заступника директора заводу Краматорського металургійного товариства Е. Протце.
- Приватний будинок з обсерваторією у Тихому провулку (1926 р.).
- Клуб «Цементник» (вул. Дмитра Мазура).
- Колишній палац культури (театр) ім. Пушкіна (1930-ті), відновлений у 1946 році.
- Палац культури імені Леоніда Бикова (колиш. Леніна) (вул. Шкільна), колишній заводу ім. С. Орджонікідзе (архітектори О. І. Дмитрієв, В. А. Веснін, Л. А. Веснін і А. А. Веснін, І. І. Леонідов, 1925). 1928 — 6 листопада 1930 р., зруйнований в 1941—1943 рр., відбудований у 1945—1946 р.
- Палац культури Донмашбуду «Будівельник» (1954).
- Кав'ярня «Замок» — будівля у вигляді середньовічного замку (1983)

### Мозаїки
- Мозаїчні панно на житлових будинках бульвар Краматорський, 1,3,5

Авторство панно на будинку №1 - встановлюється, будинок №3 - Борис Данилов, будинок №5 - Володимир Васильченко

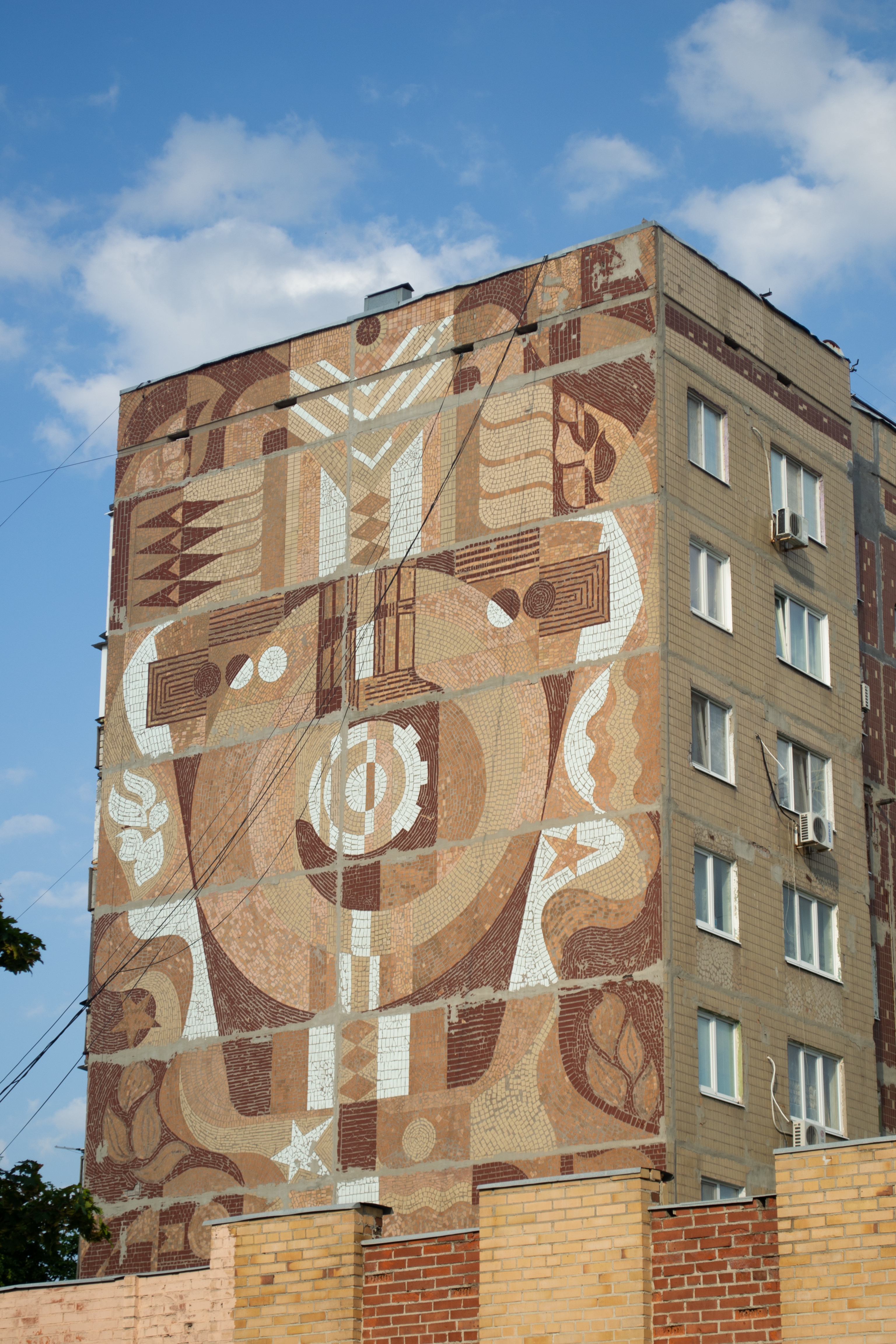
бульвар Краматорський 1
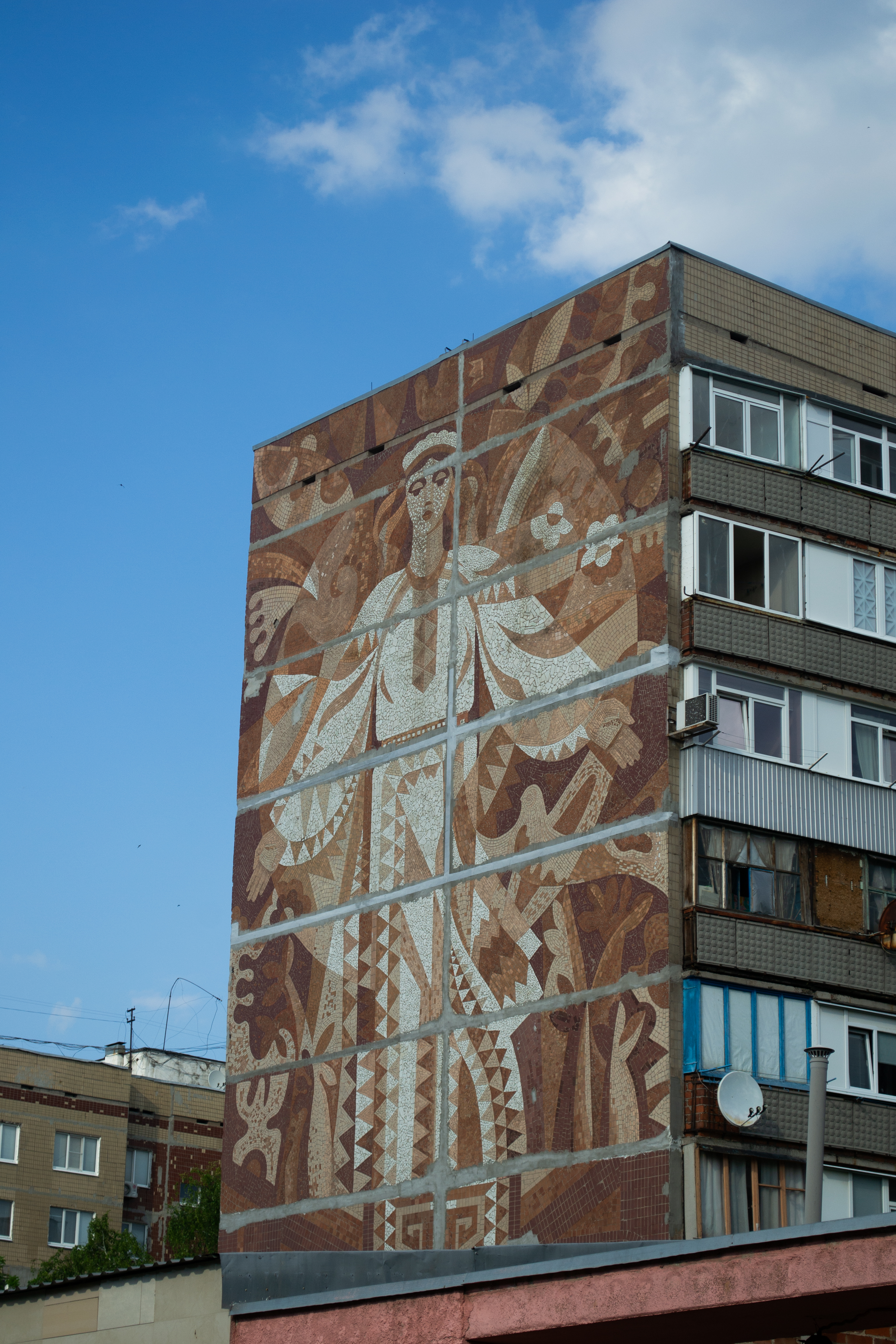
бульвар Краматорський 3
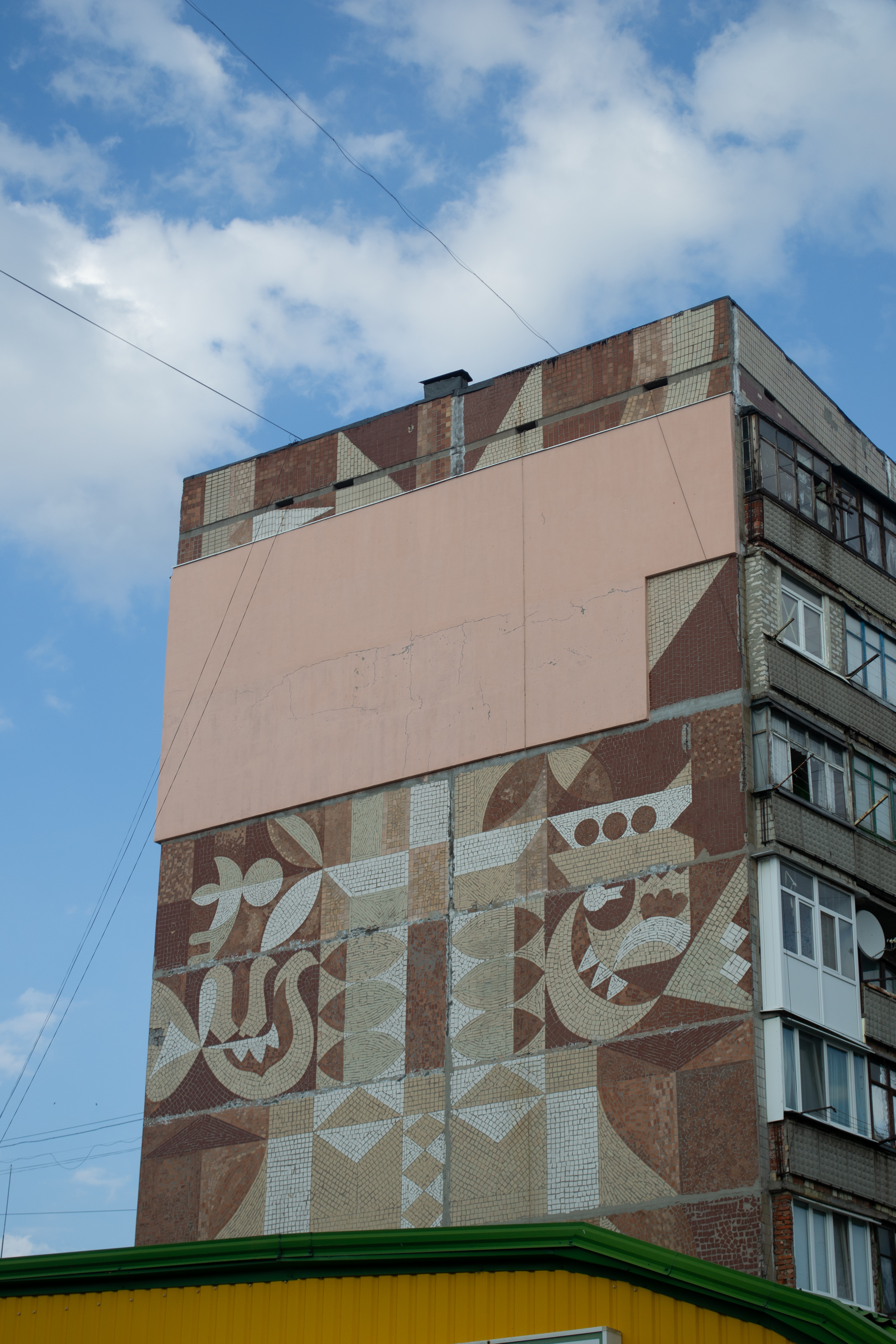
бульвар Краматорський 5

## Спорт

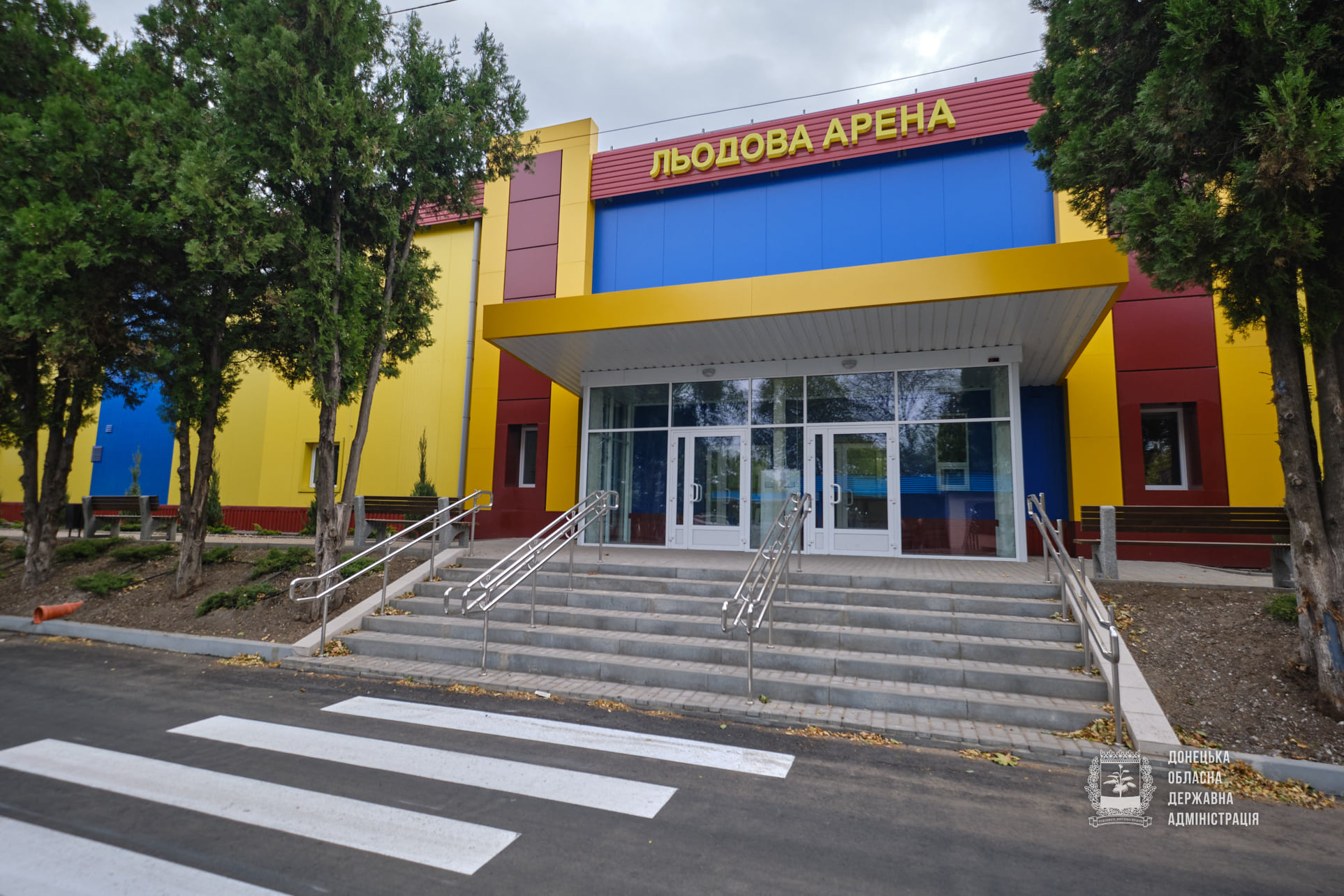
Льодова арена імені Сергія Петрова

Перше спортивне товариство з'явилося у 1912 році.
У місті є два стадіони: «Блюмінг» (1937, 1956, належить НКМЗ) в парку Пушкіна з трибунами на 5000 осіб та «Авангард» у Саду Бернацько (1927, 1968, належить СКМЗ) на 4000 глядачів.
На стадіоні «Авангард» грає футбольна команда «Краматорськ» (колишній «Авангард-ТЕЦ», у сезоні 2012–2013 вперше починає виступати в першій лізі України), а на «Блюмінг» — ФК «Краматорськ» (у сезоні-2012 виступає в чемпіонаті Донецької області).
У Краматорську два плавальних басейни — в Палаці культури НКМЗ (1963, перший у Донецькій області) та  у спорткомплексі ПТУ № 28.
Щорічно у вересні на День міста проводиться мотокрос у Кутовій балці.
В місті працює Донецький обласний шаховий клуб імені А. В. Момота, а також розташовано Федерація футболу Донецької області.

## Відомі особи

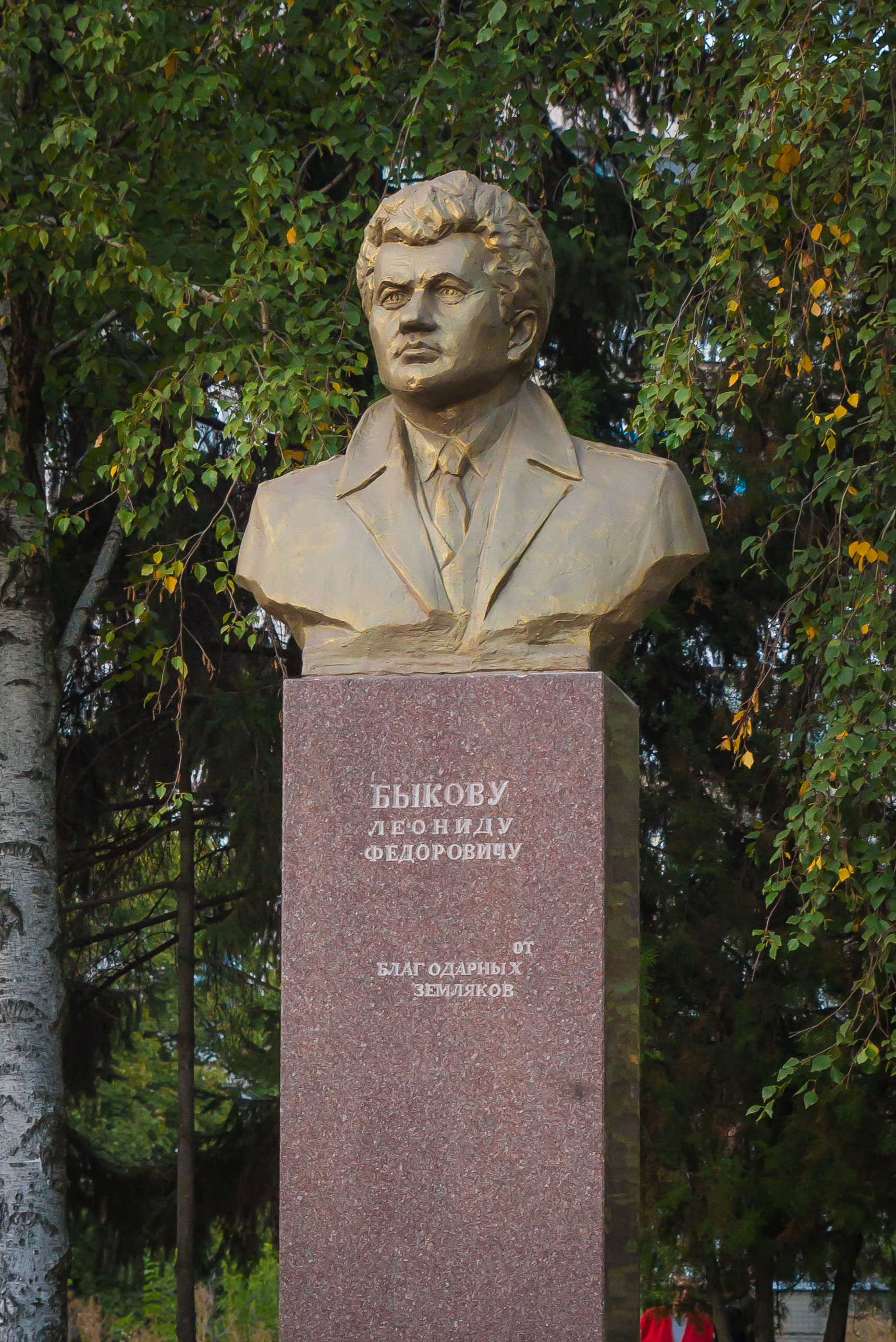
Пам'ятник Леоніду Бикову

### Народилися
- Абрамець Ігор Ігорович — лікар-фармаколог. Доктор медичних наук (1989)
- Леонід Биков — кіноартист і кінорежисер
- Анатолій Близнюк — міністр регіонального розвитку, будівництва та житлово-комунального господарства України
- Сергій Бондарєв — герой Небесної Сотні
- Гавриш Наталія Василівна (* 1959) — доктор педагогічних наук, професор.
- Петро Гайдамака — композитор
- Гедеон Оксана Михайлівна (* 1973) — український прозаїк.
- Геровкін Валерій Євгенович (1999—2021) — солдат Збройних сил України, учасник російсько-української війни.
- Микола Голодек — визначний український та американський скульптор, художник[59]
- Григоренко Євген Русланович (1993—2023) — солдат Збройних Сил України, учасник російсько-української війни.
- Жуков Олег Анатолійович (1977—2019) — солдат Збройних сил України, учасник російсько-української війни.
- Іванов Микола Олександрович (1935—1995) — український живописець.
- Котенко Олег Олексійович (нар. 1970) — громадський діяч, учасник революції Гідності, учасник російсько-української війни.
- Кузьменко Костянтин Олегович (1985—2022) — старший солдат Збройних Сил України, учасник російсько-української війни, що загинув у ході російського вторгнення в Україну у 2022 році.
- Павло Кулик — Герой Радянського Союзу
- Куркуріна Ганна Іванівна (нар. 1966) — українська спортсменка і тренерка, абсолютна чемпіонка світу з у 2008, 2010 і 2012 років, володарка 14 рекордів.
- Лакомський Віктор Йосипович (1926—2014) — український фахівець у галузі металургії, доктор технічних наук, професор, член-кореспондент НАН України, заслужений діяч науки і техніки України, лауреат Державної премії УРСР та премії ім. Є. Патона НАН України.
- Лизогуб Віталій Миколайович — полковник СБУ, учасник російсько-української війни.
- Анатолій Лук'янов — радянський військовий льотчик, Герой Радянського Союзу
- Моторін Геннадій Анатолійович (1982—2019) — старший солдат Збройних сил України, учасник російсько-української війни.
- Неда Неждана — драматург
- Вадим Оліфіренко — педагог, науковець, письменник і громадський діяч
- Леонід Прядкін — український кінооператор
- Сірченко Андрій Володимирович (1973—2017) — волонтер, доброволець батальйону ОУН, учасник російсько-української війни.
- Тищенко Микола Анатолійович — науковець, діяч Народного Руху України
- Марковниченко Олександр Миколайович — чемпіон світу з командних шосейних велоперегонів.
- Гарагуля Лариса Вікторівна — володарка Кубку світу 1992 року з самбо.
- Ольга Харченко — майстер спорту України міжнародного класу з кікбоксингу, тренер.
- Чорний Сергій Миколайович (1967—2014) — сержант Збройних сил України, учасник російсько-української війни.
- Чубенко Степан Вікторович (1997—2014) — народний Герой України, 16-річний воротар футбольного клубу «Авангард» (Краматорськ), розстріляний бойовиками ДНР за проукраїнську позицію.
- Сергій Шевченко — заслужений журналіст України, письменник.
- Шинкаренко Катерина Сергіївна (1994—2024) — солдат Збройних Сил України, учасниця російсько-української війни.
- Яснопольський Владислав Олександрович (2001—2025) — солдат Збройних Сил України, учасник російсько-української війни.
- Валерій Ямбурський  — кінорежисер, сценарист, Член Національної спілки кінематографистів України.
- Павло Вовк — суддя Окружного апеляційного суду міста Києва.
- Ян Гордієнко — відеоблогер

### Жили й працювали
- М. Андрущенко — поет
- Микола Рибалко — поет, лауреат Шевченківської премії (1985)
- Руслан Пономарьов — наймолодший чемпіон світу з шахів
- Влас Чубар — співорганізатор Голодомору в Україні 1932—1933
- Іван Войтюк — режисер театру і кіно. У 1995—1997 роках створив у колишньому кінотеатрі «Родина» та очолював міський професійний театр
- Іван Базилевський — український художник
- Масол Віталій Андрійович — 3-й Прем'єр-міністр України
- Костянтин Сіркен — один з конструкторів танка Т-26
- Яків Погребняк — почесний громадянин
- Євген Колобов — заслужений будівельник УРСР
- Володимир Кисельов — легкоатлет, олімпійський чемпіон
- Шевченко Сергій Якович — видатний український футболіст та тренер ФК «Авангард»
- Іван Пантелєєв — герой Небесної Сотні
- Горовий Руслан Володимирович — український журналіст, автор відомого проєкту «Служба розшуку дітей», Заслужений журналіст України
- Кобзон Йосип Давидович — радянський і російський естрадний співак, колобарант з Росією, громадський діяч, російський політик
- Булгакова Майя Григорівна — радянська і російська акторка театру і кіно. Заслужена артистка РРФСР (1969). Народна артистка РРФСР (1977).
- Рижков Микола Іванович — радянський партійний діяч. Голова Ради Міністрів СРСР, депутат Державної Думи Російської Федерації

## Міста-побратими
Стемфорд, США
Перечин, Україна

## Цікаві факти
У Краматорську виявили унікальний скелет мамонта. Рештки передали у міський музей історії. Скелет вимерлого ссавця зібрав місцевий палеонтолог Віктор Геращенко — на це він витратив 300 тисяч гривень.
1 листопада 2021 року на площі біля залізничного вокзалу Краматорська на підготовлений майданчик було встановлено пам'ятник «Паровоз» — відреставровану машину типу 0-3-0, які випускалися з 1935 до 1957 року